# Discografia dei Finley
Questa voce raccoglie l'intera discografia dei Finley, gruppo musicale pop punk italiano.

## Album in studio
| Anno | Titolo              | Classifiche | Certificazione     |
| Anno | Titolo              | ITA         | Certificazione     |
| ---- | ------------------- | ----------- | ------------------ |
| 2006 | Tutto è possibile   | 4           | - ITA: Platino (2) |
| 2007 | Adrenalina          | 2           | - ITA: Platino     |
| 2010 | Fuori!              | 9           |                    |
| 2012 | Fuoco e fiamme      | 6           |                    |
| 2017 | Armstrong           | 30          |                    |
| 2024 | Pogo Mixtape Vol. 1 | 31          |                    |

## Album dal vivo
| Anno | Titolo        | Classifiche |
| Anno | Titolo        | ITA         |
| ---- | ------------- | ----------- |
| 2019 | We Are Finley | 67          |

## Raccolte
| Anno | Titolo             |
| ---- | ------------------ |
| 2016 | Gira il mondo gira |

## Extended play
| Anno | Titolo          | Classifiche |
| Anno | Titolo          | ITA         |
| ---- | --------------- | ----------- |
| 2009 | Band at Work    | 16          |
| 2012 | Sempre solo noi | 56          |

## Singoli
| Anno                                                         | Titolo                                     | Classifiche | Album di provenienza |
| Anno                                                         | Titolo                                     | ITA         | Album di provenienza |
| ------------------------------------------------------------ | ------------------------------------------ | ----------- | -------------------- |
| 2005                                                         | Tutto è possibile                          | 7           | Tutto è possibile    |
| 2006                                                         | Diventerai una star                        | 15          | Tutto è possibile    |
| 2006                                                         | Dentro alla scatola (con Mondo Marcio)     | 12          | Tutto è possibile    |
| 2006                                                         | Sole di settembre                          | 38          | Tutto è possibile    |
| 2007                                                         | Adrenalina                                 | 2           | Adrenalina           |
| 2007                                                         | Domani                                     | —           | Adrenalina           |
| 2007                                                         | Questo sono io                             | —           | Adrenalina           |
| 2008                                                         | Ricordi                                    | 24          | Adrenalina 2         |
| 2008                                                         | Your Hero (feat. Belinda)                  | —           | Adrenalina 2         |
| 2009                                                         | La mia notte                               | —           | Band at Work         |
| 2009                                                         | Gruppo Randa                               | —           | Band at Work         |
| 2010                                                         | Fuori!                                     | —           | Fuori!               |
| 2010                                                         | Il tempo di un minuto                      | —           | Fuori!               |
| 2010                                                         | Un'altra come te                           | —           | Fuori!               |
| 2010                                                         | Meglio di noi non c'è niente               | —           | Fuori!               |
| 2012                                                         | Fuoco e fiamme                             | —           | Fuoco e fiamme       |
| 2012                                                         | Il meglio arriverà (feat. Edoardo Bennato) | —           | Fuoco e fiamme       |
| 2012                                                         | Undici                                     | —           | Sempre solo noi      |
| 2012                                                         | Un giorno qualunque                        | —           | Sempre solo noi      |
| 2016                                                         | Il mondo (gira il mondo gira)              | —           | Gira il mondo gira   |
| 2017                                                         | La fine del mondo                          | —           | Armstrong            |
| 2017                                                         | Odio il DJ                                 | —           | Armstrong            |
| 2017                                                         | Armstrong                                  | —           | Armstrong            |
| 2017                                                         | 7 miliardi                                 | —           | Armstrong            |
| 2017                                                         | Pelledoca                                  | —           | Armstrong            |
| 2019                                                         | San Diego                                  | —           | /                    |
| 2019                                                         | Santa Claustrofobia                        | —           | /                    |
| 2023                                                         | Porno (feat. Naska)                        | —           | Pogo Mixtape Vol. 1  |
| 2023                                                         | Dove e quando RMX (con Benji)              | —           | /                    |
| 2023                                                         | Fumo e cenere RMX (con Benji)              | —           | /                    |
| 2023                                                         | Politically Correct (con Benji)            | —           | Pogo Mixtape Vol. 1  |
| 2025                                                         | Bomber                                     | —           | /                    |
| 2025                                                         | Finirà malissimo (feat. Shade)             | —           | /                    |
| 2025                                                         | Quello sbagliato (feat. Nina Zilli)        | —           | /                    |
| "—" indica una pubblicazione non classificata in quel paese. |                                            |             |                      |

## Apparizioni in raccolte
- PGA - Italian Punks Go Acoustic... For Good (con la cover di I Fought the Law dei The Clash) - 2012
- PGA - Stay Together for the Kids (con la cover di Radio dei Rancid, insieme agli Antani Project) - 2013
- PGA - If the Kids Are United (con la cover di Anarchy in the U.K. dei Sex Pistols) - 2016

## Collaborazioni
- Dentro alla scatola (Mondo Marcio vs. Finley) – contenuto nelle versioni Gold Edition e Special Hard Pop Edition di Tutto è possibile e nella Gold Edition di Solo un uomo del 2006
- Rinnegato (Edoardo Bennato feat. Finley) – contenuto nel DVD live MTV Classic Storytellers del 2010
- Paranoia (Mose feat. Finley) – contenuto nell'album Lacrime del 2020
- Rifarei tutto quanto (DJ Matrix feat. Finley) – contenuto nell'album Musica da giostra, Vol. 10 del 2023

## Cover
- Fat Lip dei Sum 41, St. Jimmy dei Green Day, Shut Up! dei Simple Plan – bonus track della Special Hard Pop Edition di Tutto è possibile
- Iris dei Goo Goo Dolls – bonus track di Adrenalina 2

## Video musicali
| Anno | Titolo                                     | Regista/i                         |
| ---- | ------------------------------------------ | --------------------------------- |
| 2005 | Make Up Your Own Mind                      | Marco Lamanna                     |
| 2005 | Tutto è possibile                          | Gaetano Morbioli                  |
| 2006 | Diventerai una star                        | Gaetano Morbioli                  |
| 2006 | Dentro alla scatola (vs. Mondo Marcio)     | Jacopo Tartarone                  |
| 2006 | Sole di settembre                          | Cosimo Alemà                      |
| 2006 | Fumo e cenere                              | Cosimo Alemà                      |
| 2007 | Adrenalina                                 | Gaetano Morbioli                  |
| 2007 | Domani                                     | Cosimo Alemà                      |
| 2007 | Questo sono io                             | Giovanni Consonni e Marco Bellone |
| 2008 | Ricordi                                    | Gaetano Morbioli                  |
| 2008 | Your Hero (feat. Belinda)                  | Gaetano Morbioli                  |
| 2009 | Gruppo Randa                               | Gaetano Morbioli                  |
| 2010 | Fuori!                                     | Stefano Bertelli                  |
| 2010 | Il tempo di un minuto                      | Stefano Bertelli                  |
| 2010 | Meglio di noi non c'è niente               | Stefano Bertelli                  |
| 2010 | Un'altra come te                           | Stefano Bertelli                  |
| 2010 | Il mondo che non c'è                       | Marco Lamanna                     |
| 2010 | Per la vita che verrà                      | Stefano Bertelli                  |
| 2012 | Fuego                                      | Marco Lamanna                     |
| 2012 | Fuoco e fiamme                             | Gianluca Montesano                |
| 2012 | Il meglio arriverà (feat. Edoardo Bennato) | Marco Salom                       |
| 2012 | Olympia (The Sound of My Nation)           | Marco Lamanna                     |
| 2012 | Bonnie & Clyde                             | Marco Lamanna                     |
| 2012 | Un giorno qualunque                        | Marco Lamanna                     |
| 2013 | Unleash the Power                          | —                                 |
| 2013 | Le mie cattive abitudini                   | Marco Lamanna                     |
| 2016 | Il mondo (gira il mondo gira)              | Gabriele Paoli                    |
| 2017 | La fine del mondo                          | Giacomo Triglia                   |
| 2017 | Odio il DJ                                 | Gabriele Paoli                    |
| 2017 | 7 miliardi                                 | Gabriele Paoli                    |
| 2017 | Pelledoca                                  | Andrea Belloni                    |
| 2018 | Keep Calm and Carry On                     | Andrea Larosa                     |
| 2018 | Tutto quello che ho                        | Andrea Larosa                     |
| 2019 | San Diego                                  | Leco Moura                        |
| 2019 | Santa Claustrofobia                        | Dan Xsoglio e Andrea Belloni      |
| 2023 | Politically Correct (feat. Benji)          | Giovanni Loporcaro                |
| 2025 | Finirà malissimo (feat. Shade)             | Daniela Cimarelli                 |
| 2025 | Quello sbagliato (feat. Nina Zilli)        | Alessandro Maiorano               |